# Serolis leachi
Serolis leachi är en kräftdjursart som beskrevs av Brandt 1988. Serolis leachi ingår i släktet Serolis och familjen Serolidae. Inga underarter finns listade i Catalogue of Life.